# 滕卡西
滕卡西（Tenkasi），是印度泰米尔纳德邦Tirunelveli县的一个城镇。总人口62828（2001年）。

## 人口
该地2001年总人口62828人，其中男性30977人，女性31851人；0—6岁人口6793人，其中男3429人，女3364人；识字率73.68%，其中男性为80.56%，女性为66.98%。